# Svartpannad tandvaktel
Svartpannad tandvaktel (Odontophorus atrifrons) är en hönsfågel i familjen tofsvaktlar. Den förekommer i bergstrakter i norra Sydamerika.

## Utseende och läten
Svartpannad tandvaktel är en 28–30 cm lång hönsfågel med svart ansikte och strupe. På huvudet syns en kort och buskig kastanjebrun tofs. Resten av kroppen är övervägande brun, med beige, gråaktig och svart marmorering på ovansidan. Bröstet är gråbrunt med otydliga vita fläckar och buken är svartstreckat kanelbeige. Lätet skiljer sig från andra tandvaktlar i Odontophorus, ett högljudd vissling som starkt påminner om santamartamyrpitta (Grallaria bangsi).

## Utbredning och systematik
Svartpannad tandvaktel delas in i tre underarter med följande utbredning:
- Odontophorus atrifrons atrifrons – förekommer i Sierra Nevada de Santa Marta i nordöstra Colombia
- Odontophorus atrifrons variegatus – förekommer i östra Anderna i nordöstra Colombia
- Odontophorus atrifrons navai – förekommer i Sierra de Perija på gränsen mellan Colombia och Venezuela

## Levnadssätt
Svartpannad tandvaktel hittas i molnskog, oftast i högväxta områden. Där promenerar den i smågrupper på marken. Den är svår att få syn på och hörs därför långt oftare än ses.

## Status och hot
Arten har ett stort utbredningsområde, men tros minska i antal, dock inte tillräckligt kraftigt för att den ska betraktas som hotad. Internationella naturvårdsunionen IUCN listar arten som livskraftig (LC). Beståndet uppskattas till i storleksordningen 50 000 till en halv miljon vuxna individer.